# Estadio Metropolitano (metrostation)
Estadio Metropolitano is een metrostation in het stadsdeel San Blas-Canillejas van de Spaanse hoofdstad Madrid. Het station werd geopend op 5 mei 2007 en wordt bediend door lijn 7 van de metro van Madrid.
De naam verwijst naar het voetbalstadion Estadio Wanda Metropolitano.